# Cucina catalana
La cucina catalana è l'espressione dell'arte culinaria della Catalogna. Con questa terminologia ci si riferisce anche alla cucina del Rossiglione e di Andorra. Quest'ultima è simile alle cucine delle comarche di Alt Urgell e Cerdanya a cui spesso ci si riferisce come cucina catalana montana. Fa parte della cucina mediterranea occidentale.

## Ingredienti
La cucina catalana si affida a ingredienti freschi della costa mediterranea, tra cui verdure fresche, come pomodori, melanzane, carciofi, funghi e aglio, prodotti del grano (pane e pasta), olio d'oliva, vini, legumi come fagioli e ceci, carne di suino, pollo e agnello, formaggi e molti tipi di pesce, come sardine, acciughe, tonno e baccalà. Ingrediente particolarmente utilizzato nella cucina catalana è il peperone, utilizzato in molti piatti, sia con la carne che con il pesce.
La cucina tradizionale è molto variegata, spaziando dai piatti a base di pesce lungo la costa ai piatti a base di carne della parte interna. La Catalogna è infatti uno dei principali produttori di prodotti suini della Spagna.
Molte preparazioni che mescolano dolce e salato, e stufati con piatti a base di botifarra (salsiccia di maiale) e della caratteristica salsa picada.

## Piatti tipici

### Salse
- Allioli: emulsione di olio d'oliva e aglio.
- Romesco: salsa tipica di Tarragona, a base di pomodoro, peperoncino, aglio, prezzemolo, mandorle, nocciole, pinoli e pane.
- Picada: è più una tecnica culinaria che una salsa. Consiste nel pestare certi ingredienti con un mortaio e aggiungerli verso fine cottura, ad ogni tipo di pietanza. Sono sempre presenti frutti secchi tostati, pane e un liquido.
- Xató: salsa elaborata con mandorle e nocciole tostate, briciole di pane, aglio, olio, aceto, sale e un peperoncino locale. Dà anche il nome a un'insalata.

### Antipasti
- Amanida catalana: insalata a base di lattuga, pomodoro, cipolla e olive. A volte vengono aggiunte altre verdure (peperoni, asparagi, ecc.), il tutto viene coperto con fette sottili dei vari salumi regionali (tranne chorizo e sobrassada) e condito con olio d'oliva, aceto o limone, sale e, se gradito, pepe nero.
- Bunyols de bacallà: frittura di baccalà misto ad altri ingredienti, come aglio, prezzemolo, a volte cipolla.
- Caragols a la llauna: lumache cotte preferibilmente alla brace ma anche al forno, servite con allioli o vinaigrette. Esistono numerose e specifiche maniere di cucinare le lumache, spesso con salse molto ricche e sofisticate. Da qui l'espressione catalana val més la salsa que els caragols («costa più la salsa che le lumache»), in riferimento a questi piatti e per indicare quando un'aggiunta, un ornamento o una parte di un evento è più caro dell'evento in sé.[2]

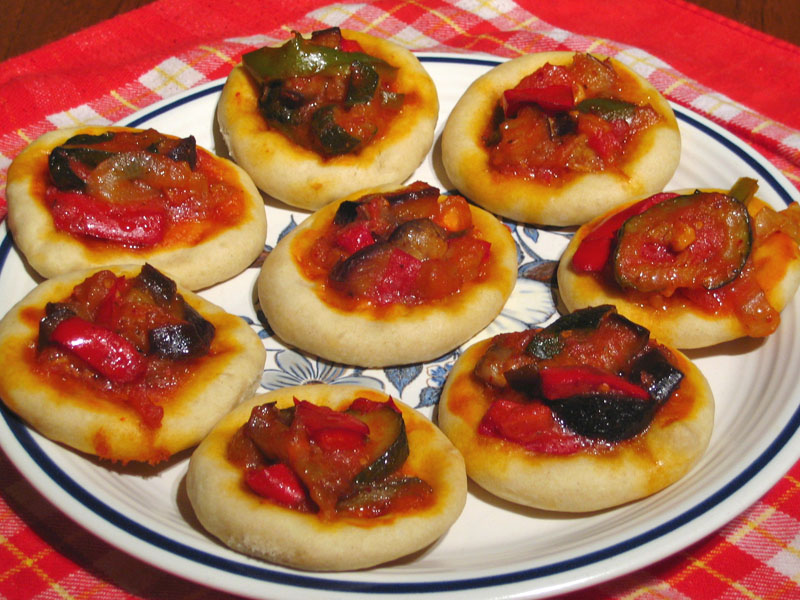
Coques, pizzette

- Coca de recapte o de verdures: è una torta salata con escalivada, una specie di pizza realizzata principalmente con peperoni e melanzane. Tradizionalmente si possono aggiungere anche sardine, aringhe o botifarra, un salame tipico.
- Embotit: salume in catalano; i principali sono la botifarra, il fuet, la botifarra negra e la girella.[3]
- Escalivada: verdure arrostite in padella o al forno, principalmente peperoni, melanzane, cipolle e pomodori. Vengono servite anche come contorno o usate come base per molte ricette tradizionali e moderne.
- Pa amb tomàquet: paragonabile alla bruschetta, è semplicemente del pane sfregato con del pomodoro e condito con olio e sale, talvolta anche aglio.
- Samfaina: melanzane e zucchine soffritte con aglio, cipolla e pomodoro. È anche un accompagnamento per carne e pesce, spesso cucinati insieme nella stessa padella.

### Primi piatti

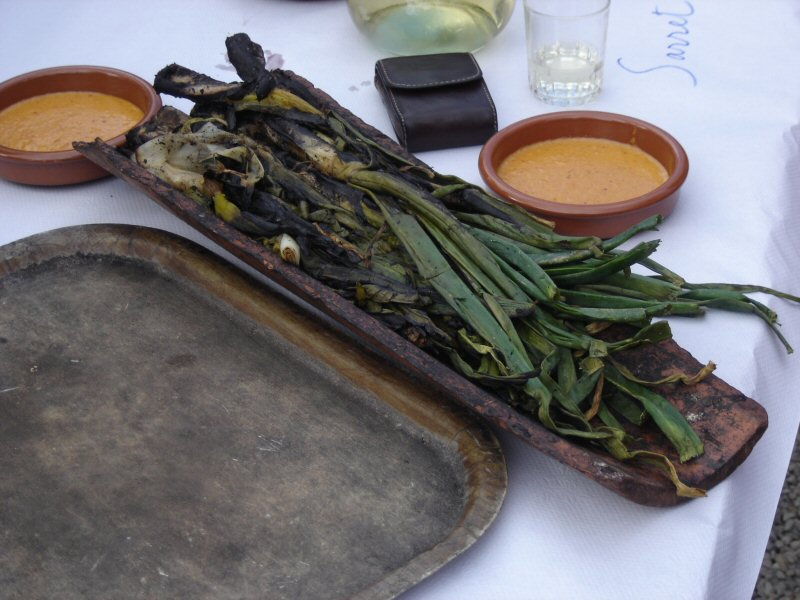
Calçots in salsa romesco

- Calçots: cipolle locali, cucinate alla brace o in salsa. Molto apprezzate sul finire dell'inverno, prima dei secondi di carne o dei salumi.
- Canelons: i cannelloni italiani sono ormai un piatto tipico anche catalano, consumato in tutta la Spagna.
- Empedrat: insalata fredda a base di fagioli bianchi,  pomodori tagliati a dadini, baccalà dissalato e olive nere.
- Escudella i carn d'olla: zuppa derivata dalla cottura della pilota, una grande polpetta di carne, con patate, cavolo e legumi come i ceci. Ne esistono molte varianti, più o meno ricche.

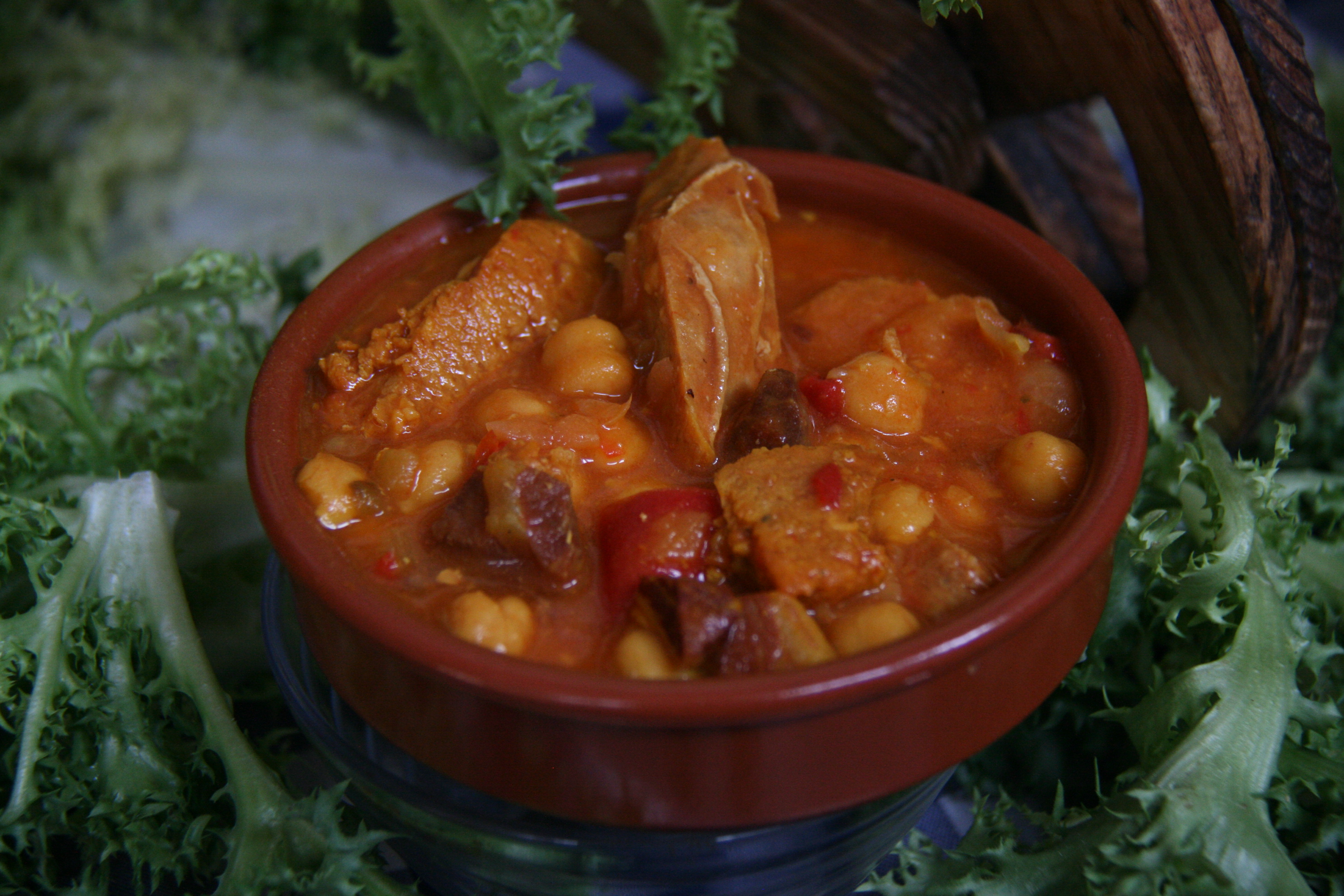
Escudella

- Esqueixada: insalata fredda a base di baccalà dissalato e sminuzzato, peperoni verdi,  cipolla, olive, peperoncino, pomodori a dadini e olio d'oliva.
- Espinacs a la catalana: tipici ormai dell'intera Spagna, si tratta di spinaci saltati in padella con olio d'oliva, uva passa e pinoli. Piatto a sé stante, può anche essere usato nella preparazione di torte salate o empanadas.
- Faves ofegades o faves sacsades: piatto a base di fave, cipolla, aglio, pancetta affumicata e/o vari insaccati, con l'aggiunta di alcune erbe aromatiche, come menta, alloro o timo. Ne esistono varie versioni, senza carne o con grandi quantità di pancetta e prosciutto, o anche con carciofi e piselli.
- Fideus a la cassola: pasta simile a degli spaghetti spezzati, che vengono stufati con delle costine di maiale tagliate a dadi. In altre varianti si aggiungono anche altre carni, insaccate o meno.
- Sopa de farigola: zuppa con uova, pane del luogo e alcuni rametti di timo, farigola in catalano. Si fa un brodo con l'erba e successivamente si cuoce l'uovo in camicia sopra al pane.
- Trinxat: piatto a base di patate e cavolo bolliti e passati, si aggiunge poi del bacon e si frigge in padella. Assume l'aspetto di una piccola tortilla.
- Xató: insalata di lattuga, baccalà dissalato, acciughe, tonno e la salsa omonima.

Sono frequenti anche i piatti di pasta, introdotta nella gastronomia regionale dagli arabi. Solitamente viene cotta direttamente nella salsa con gli ingredienti che accompagnano il piatto. Due esempi sono la fideuada e la rossejat, entrambi piatti di pesce simili alla paella, ma con fideus, la forma di pasta più utilizzata simili a dei noodles.
Il riso anche è abbondantemente presente, dal suo utilizzo in sostituzione della pasta fino alla famosa paella valenciana e sue numerose varianti.

### Secondi di carne

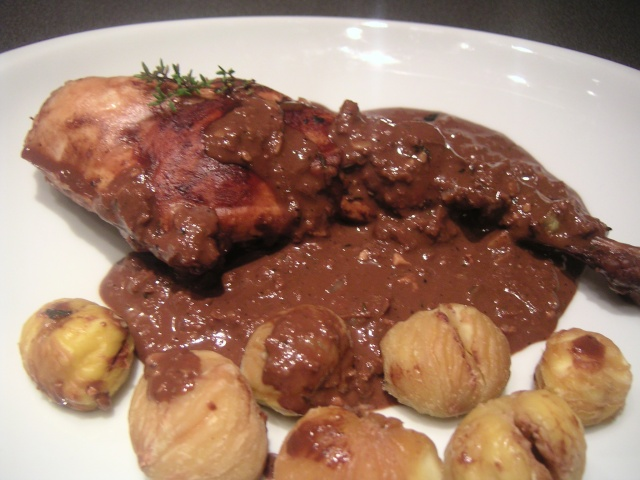
Coniglio con cioccolato

- Ànec amb peres: anatra con pere, realizzabile anche con altri volatili.
- Mandonguilles amb sípia: polpette cucinate in una salsa con della seppia tagliata a dadi.[4]
- Vedella amb bolets: carne bovina con funghi, questi ultimi molto apprezzati in Catalogna.
- Conill: coniglio cucinato e servito con lumache o anche con cioccolato e castagne.
- Mar i muntanya: categoria di piatti che combina ingredienti tipici montani, come coniglio o pollo, con pesce, crostacei o frutti di mare.
- Fetge amb ceba: fegato e cipolla, generalmente caramellata. Il fegato può essere di maiale, agnello o bovino.
- Peus de porc: zampe di maiale, stufate con patate, aglio, olio, sale, prezzemolo e pan grattato. Altri condimenti vengono aggiunti a seconda della zona.

### Secondi di pesce
Data l'ampia zona costiera, abbondano le ricette con pesce d'acqua salata, come le suquets, delle zuppe, a volte realizzate con riso. Vengono apprezzati tutti i tipi di pesce, ma in particolare quello azzurro, specialmente acciughe, sardine, sgombri e tonno. Come visto precedentemente, non può mancare neanche il baccalà dissalato.

I filetti si mangiano solitamente fritti, passati nella farina e a volte nell'uovo, o alla piastra. Possono anche essere preparati in terrine con verdure, normalmente con un soffritto e picada. Al forno si cucinano con una panatura e accompagnati da patate e pomodoro. Alcuni esempi di piatti tipici sono:

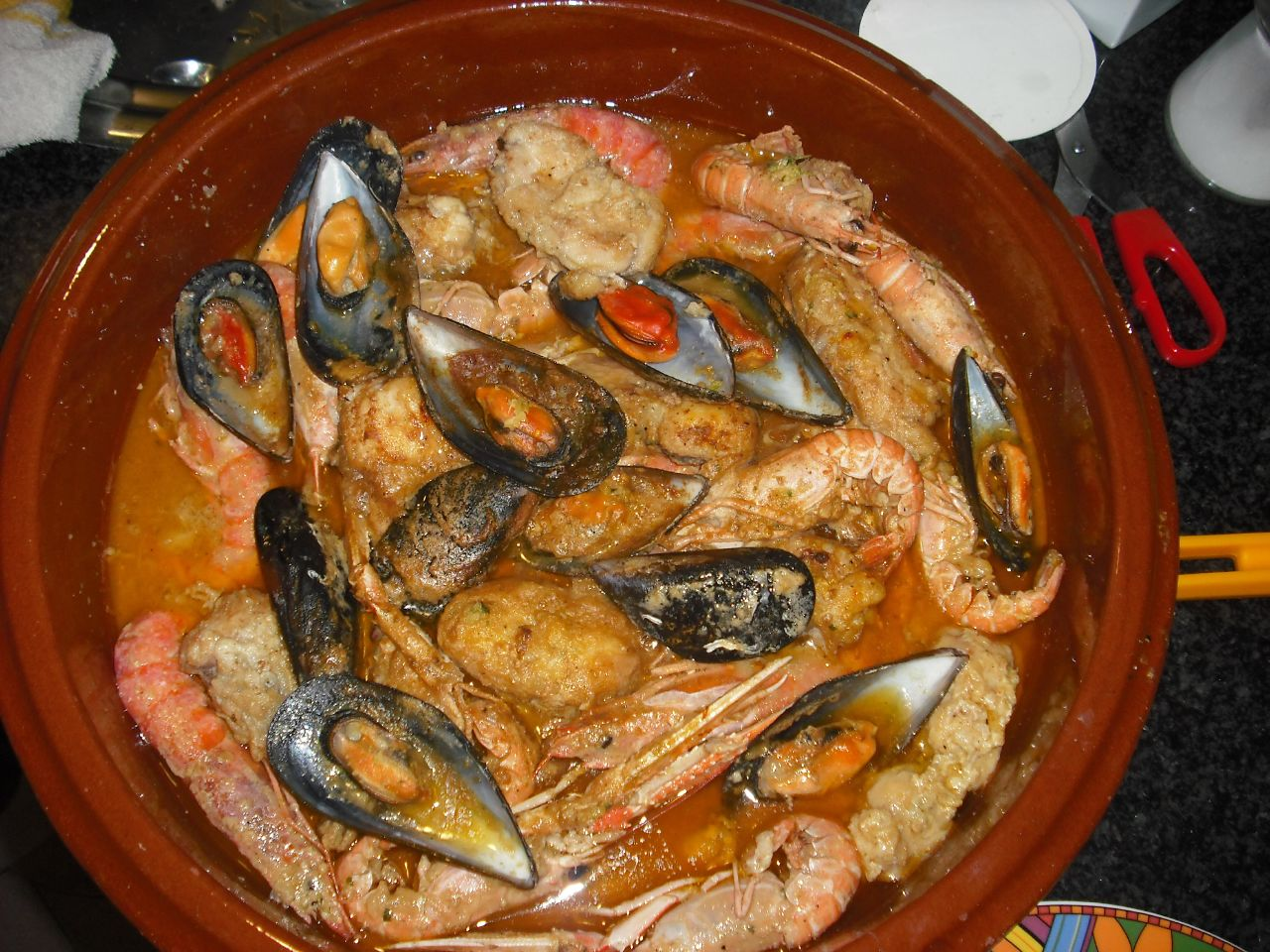
Sarsuela de peix

- Arengada: differentemente da come il nome possa far pensare, si tratta sempre di sardine, in salamoia.
- Bacallà amb panses i pinyons: baccalà con uva passa e pinoli
- Bacallà amb samfaina: baccalà con verdure
- Bacallà amb allioli: baccalà con la salsa tipica.
- Dorada a la sal: orata al forno in crosta di sale.
- Sarsuela de peix: preparazione molto raffinata per le grandi occasioni. Il pesce viene cotto in una terrina d'argilla, con soffritto e picada. C'è chi la descrive come una paella senza riso.

### Frutti di mare
I frutti di mare si consumano con grande frequenza e preparati in maniera semplice, in particolare in antipasti e tapas. Possono comunque accompagnare o formare parte di qualsiasi tipo di piatto, che sia a base di legumi, cereali, pesce o anche di carne. Questo perché vongole, cozze e i crostacei in generale erano più abbondanti e convenienti rispetto alla carne e al pesce. Così ad esempio, per arricchire il piatto e aggiungere proteine animali, si completavano ricette con poco pollo aggiungendo un'uguale quantità di gamberi.
Le seppie sono molto apprezzate, da sole o anche per insaporire altri piatti. A volte vengono sostituite dai calamari. Quelli più piccoli si mangiano spesso in salsa e ripieni di carne o pesce. I granchi piccoli si utilizzano frequentemente per dare sapore a zuppe e risotti. I ricci e i cetrioli di mare, inizialmente cibo dei poveri pescatori, sono tuttora molto apprezzati.

### Dolci e dessert

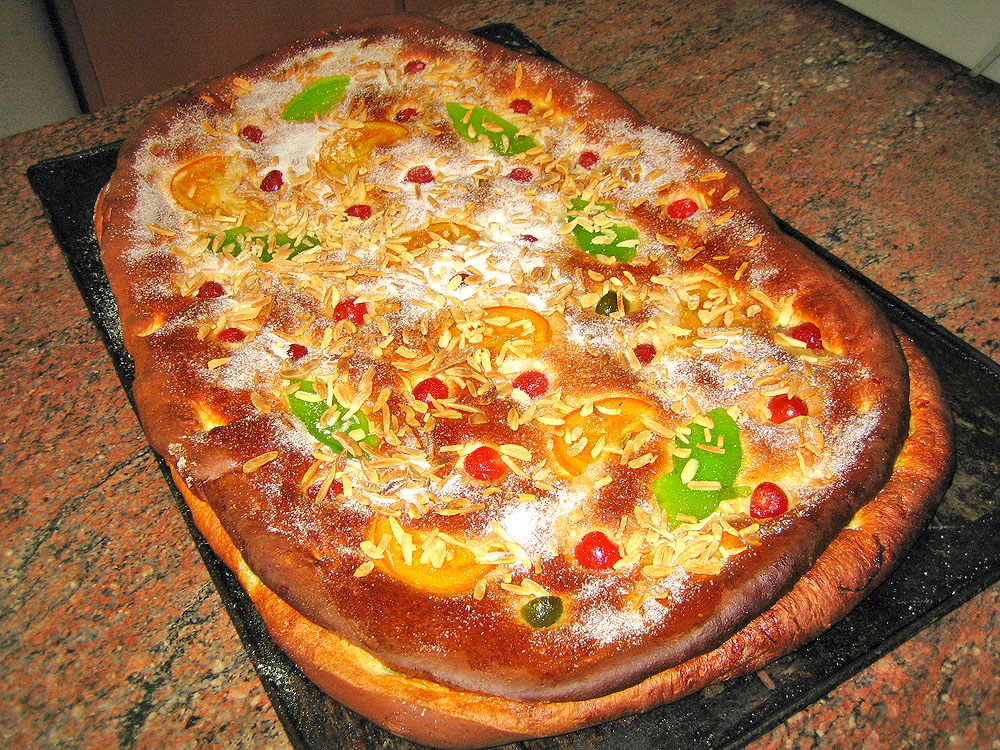
Coca de Sant Joan

- Bunyols: frittelle con cioccolata o fatte anche di zucca, mela o banana, fra altre preparazioni della regione.
- Carquinyolis: specie di biscotti di pane dolce tostato con mandorle. Sono come le piparelle della tradizione siciliana.
- Coca de Sant Joan: la più popolare, preparata in occasione della festa del santo patrono. È una torta con frutta candita, ma ne esistono numerose varianti, con crema catalana o pasticcera, pinoli, mandorle, yogurt, ecc.
- Crema catalana
- Mel i mató: miele con un formaggio tipico, di capra o pecora.
- Mona de Pasqua: tortina che si è soliti accompagnare con cioccolato, uovo sodo e un salame secco.
- Neules: cialde a forma di cannuccia, da mangiarsi sole o accompagnate a crema catalana, sorbetti, gelati, ecc. Consumate principalmente nel periodo natalizio, spesso vengono usate per bere il cava o altri vini.
- Torró: torrone.
- Tortell
- Xuixos: dolci fritti nati a Gerona e farciti con crema catalana. Un xuixo

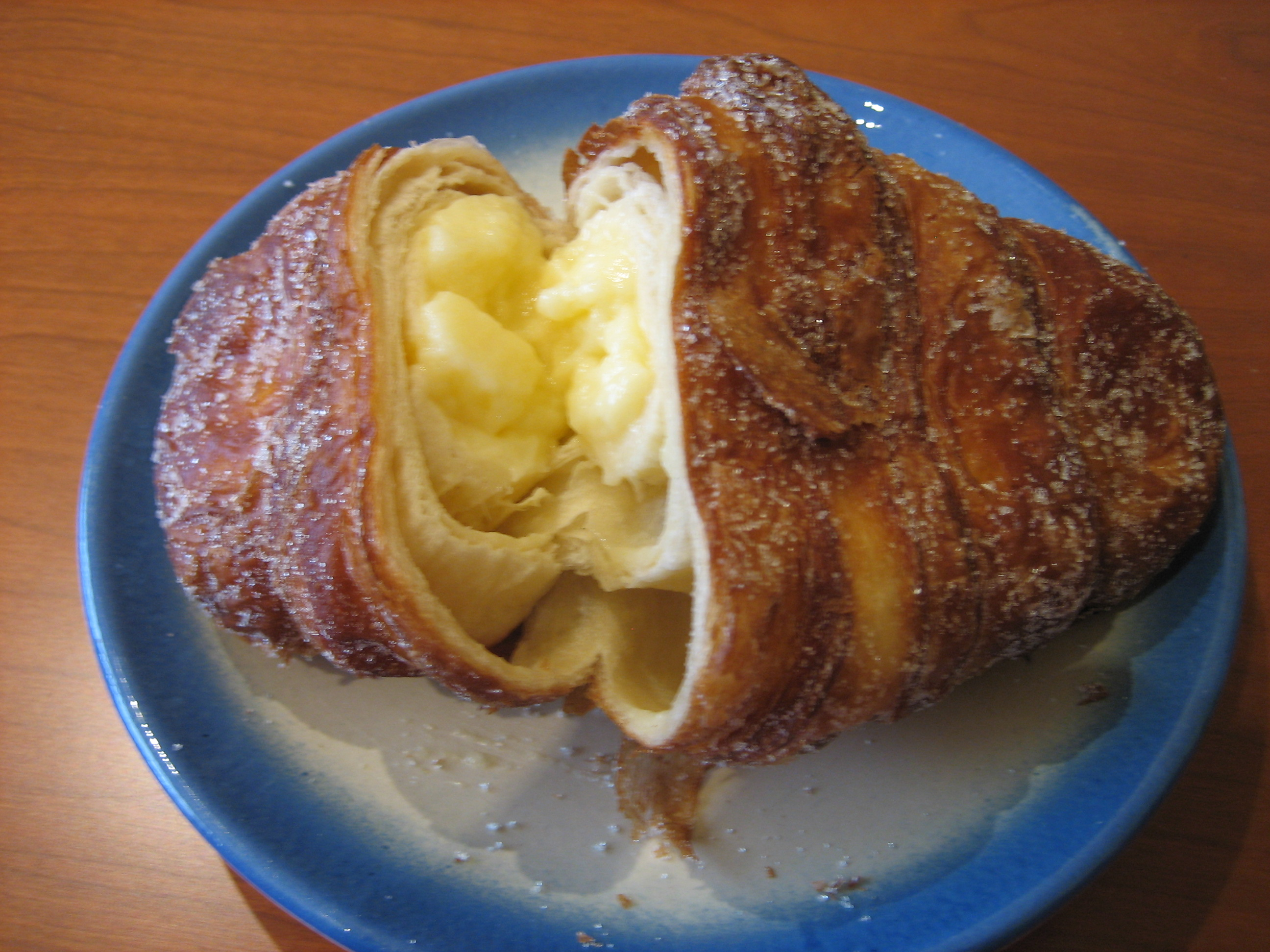
Un xuixo